# Central tèrmica de Maó
La Central tèrmica de Maó és una central tèrmica convencional situada a Maó controlada per Endesa. Forma part de la xarxa de centrals elèctriques Mallorca-Menorca.
Pot utilitzar gas natural i fuel.
El 2018 va estar sota amenaça de ser tancada per l'incompliment de la normativa de la Unió Europea sobre emissions contaminants.